# 아트렉처
동시대 예술플랫폼 아트렉처 ARTLECTURE는 시각예술데이터 기반 미디어채널이다. 특정한 문화계층 구분없이 작가와 시민이 모두모여 다양성이 내포한 이야기들과 이미지가 있는 공간을 함께 만들며 다양한 상상을 꿈꾸고 있는걸로 알려져있다. 더불어 작가와 기업/단체가 모두 모여 프로젝트를 공유하고, 각 지역과도 연계하여 시민참여를 활성화하고 있다. 무엇보다 특정 공간과 장소의 시각예술 데이터베이스를 기반으로 전시(+상영과 퍼포먼스)와 예술교육, 시민 워크숍 등 예술 활동의 대중화를 위해 노력하고 있다. 또한, 전문작가뿐 아니라, 예비시민작가와 문화 소외계층을 위해 다양한 지원사업을 진행하고 있다.
*이야기와 이미지가 함께 있는 공간으로 다양한 상상을 꿈꿉니다*
[작품등록-프로젝트교류/참여,DB등록-작가교류-예술교육(아트렉쳐)-작품판매]